# Дунайський вілаєт
43° пн. ш. 25° сх. д. / 43° пн. ш. 25° сх. д.
Дунайський вілаєт або вілаєт Туна (осман. ولايت طونه) — вілаєт Османської імперії, що розташовувався у Наддунав'ї. Утворений 1864 року з еялетів Ніш, Сілістра, Відін з площею 88,400 км². Припинив існування після російсько-турецької війни 1877—1878 років.

## Історія
У 1864 році в рамках реформи Танзімату було сформовано Дунайський вілаєт шляхом об'єднання Сілістрінського, Нішського та Відінського еялетів. Адміністративним центром стало місто Рущук. Основним завданням було захист балканських володінь османської імперії від можливового вторгнення Австро-Угорщини або Російської імперії. Наявність портів на Чорному морі обумовлювало створення військово-морських баз. Водночас валі (губернатор) вілаєту відповідав за стримування болгарського та сербського національних рухів. Уздовж Дунаю розташовувалися потужні фортеці, особливу увагу було приділено обороні гирла.
Першим валі став Мідхат-паша, який здійснив заходи з економічної та політичної модернізації: розпочато друк газети «Дунай» болгарською та турецькою мовами, надано доступ немусульман до державних посад в вілаєті, набула розвитку шкільна освіта, сприяв розвитку міст та сіл провінції з тим, щоб зміцнити владу імперії та попередити виступи болгар та інших народів проти османського уряду.
Водночас султанські урядовці надавали підтримку Константинопольському патріархату, оскільки вбачали в цьому можливість приборкати болгар за допомогою греків. Втім це викликало спротив місцевого населення. Утворення у 1870 році Болгарського екзархату не заспокоїло ситуацію.
У 1876 році відбулося повстання болгар, яке було придушено. Водночас проти Османської імперії виступила Сербія, у війні з якою брали участь війська Дунайського вілаєту. Зрештою 1877 року почалася війна з Російською імперією. Протягом того ж року більша частина вілаєту була зайнята російськими військами. Саме в межах вілаєту відбулися основні битви. За результатами Берлінського конгресу 1878 року більшість земель стали основою князівства Болгарія, Добруджу передано Румунському князівству, західна частина вілаєту відійшла Сербії.

## Структура
Складався з 7 санджаків: Софія, Ніш, Відін, Тарново, Рущук, Варна, Тулча. Вони поділялися на 48 кази та 1500 нахій:
- Софійський санджак мав 7 кази: Софія, Кюстендил, Дупниця, Ісладі, Радомир, Орханіє, Самоков.
- Нішський санджак — 4 кази: Ніш, Лескофча, Шехіркьой, Юргюп
- Відінський санджак — 7 кази: Відін, Беркофча, Лом, Белоградчик, Рахова, Ивраджа, Адліє
- Тарновський санджак — 6 кази: Тарново, Троян, Лофча, Османпазарі, Серві, Габрово.
- Рущукський санджак — 10 кази: Рущук, Єніпазар, Шумну, Сілістра, Хезарград, Нігболу, Зіштові, Плевне, Ескі-Джума, Тутракан.
- Варнський саджак — 6 кази: Варна, Козлуджа, Праваді, Балчик, Пазаджик, Манкалья.
- Тулчиський санджак — 8 кази: Тулча, Бабадагі, Меджидія, Сюлне, Ісакча, Мечин, Хиршова, Кюстендже.

### Очільники
- Мідхат-паша (1864—1868)
- Мехмед Сабрі-паша (1868)
- Арнауд Мехмед Акіф-паша (1869—1870)
- кучук омар Февзі-паша (1870—1871)
- Ахмед Расим-паша (1871—1872)
- Ахмед Хамді-паша (1872—1873)
- Абдуррахман Нураддін-паша (1873—1874)
- Мехмед Асім-паша (1874—1876)
- Халіл Рифат-паша (1876—1877)
- Оман Мазхар Ахмед (1877)

## Населення
Основу населення складали болгари. також мешкали турки, албанці, греки, жиди, румуни, українці.

## Еконмоіка
Вигідне розташування сприяло розвитку економіки. Втім основу складали землеробство та тваринництво. У великих кількості вирощувалися злакові, фрукти. для цього створювалися сільські кооперативи, впроваджено податкові пільги. Вілаєт був значним виробником вина, хліба, трояндової олії. Розвиток набуло вівчарство та розведення великої рогатої ходоби. У 1860-х роках розпочато судноплавство уздовж дунайських міст османської імперії, створено дунайську судноплавну компанію. У 1866 році прокладено залізницю Рущук-Варна. Все це сприяло економічному зростанню.